# De Mysteriis Dom Sathanas
De Mysteriis Dom Sathanas (искажённая латинская фраза «О тайне господа Сатаны», правильно De Mysteriis Domini Satanae) — дебютный студийный альбом норвежской блэк-метал-группы Mayhem, выпущенный 24 мая 1994 года на лейбле Deathlike Silence Productions. Альбом славится быстрыми и зловещими гитарными риффами Евронимуса (Эстейна Ошета), скоростной игрой на ударных Хеллхаммера (Яна Акселя Бломберга), и нетипичным для блэк-метала вокалом Аттилы Чихара.
Написание песен для альбома началось ещё в 1987 году, но из-за самоубийства вокалиста Дэда (Пера Ингве Олина) и убийства гитариста Евронимуса Варгом Викернесом выпуск альбома был отложен до мая 1994 года. Музыкальная составляющая, задавшая планку качества для этого жанра, и обстоятельства, окружавшие запись и выход альбома, сделали его культовым в среде поклонников блэк-метала.

## История создания

### 1984—1989
Группа Mayhem была основана в 1984 году гитаристом Эйстейном Ошетом (первоначально известным как «Destructor», позже он взял псевдоним «Евронимус»), басистом Йорном Стубберудом («Некробутчер») и барабанщиком Кьетилом Манхеймом. Своё название группа получила из песни Venom «Mayhem with Mercy». Группа начала играть каверы на песни Black Sabbath, Venom, Motorhead, а позже записала демо Pure Fucking Armageddon. Затем к группе присоединяется новый вокалист — Маньяк (Свен Эрик Кристиансен), и в таком составе в 1987 году группа выпускает дебютный студийный EP Deathcrush. Первое издание, опубликованное 16 августа 1987 года и распространённое лейблом Posercorpse Music (позже переименован в Deathlike Silence Productions), состояло из 1000 экземпляров, все они были пронумерованы Евронимусом и отправлены в несколько магазинов Осло. Несмотря на то, что в релизе ещё присутствовали элементы треш- и дэт-метала, Deathcrush получил признание от более поздних блэк-метал групп, и многие известные музыканты, такие как Фенриз, Фрост, Самот и другие отмечали его влияние, после чего Deathcrush стали называть первым норвежским блэк-метал релизом.
После выпуска EP Deathcrush Mayhem начали писать песни для будущего альбома. В 1988 году к группе присоединились барабанщик Хеллхаммер (Ян Аксель Бломберг) и вокалист Дэд (Пер Ингве Олин), который и начал сочинять тексты к новому альбому.

### Лирика альбома
В интервью 1989 года Дэд сказал, что к тому времени он написал тексты «Funeral Fog», «Freezing Moon», «Buried by Time and Dust» и «Pagan Fears». Дэд объяснил, что он старается отражать свои чувства в текстах: «В песне „Funeral Fog“, речь идёт о легендарном месте посреди Карпатской подковы, болоте под названием Шерлок-Бейсин, которое окружено страшными суевериями и, как полагают, самые странные существа обитают в этом месте», — сказал он. «Я начал представлять густой туман, освещённый полной луной. Этот туман сочился из этого места, горестно дрейфуя в тишине, уничтожая жизни местных жителей и принося их души Господу Сатане».

В этом году каждый раз

Будет появляться тёмный туман

Что поднимается прямиком из могил

Чтобы забрать ещё одну жизнь, находящуюся поблизости

В самом центре Трансильвании

Вся настоящая жизнь исчезла давным-давно

Он тонок и так красив

Но также чёрен и загадочен
Оригинальный текст (англ.)Every time this year

Dark fog will appear

Up from the tombs it comes

To take one more life that can be near

In the middle of Transylvania

All natural life has for a long time gone

It's thin and so beautiful

But also dark and mysterious
— Лирика «Funeral Fog»
Другая песня альбома, «Pagan Fears», посвящена идее о том, что «прошлое не умирает, а остаётся в какой-то увядшей реальности». Дэд объяснил, что «в тексте говорится о людях, живущих в древнем и варварском обществе (черт возьми, как я ненавижу слово „общество“, когда оно используется в качестве темы в текстах!), и идея о том, что прошлое не умирает, а остаётся в какой-то выцветшей реальности, и что они не вымрут, а останутся в прошлом, которое на самом деле не умирает, а вечно всплывает в их сознании. Само время существует и вечно, так оно же исчезает? Они понимают, что останутся навсегда».
Заглавный трек, «De Mysteriis Dom Sathanas», повествует о «необычайном злом шабаше» из книги, о которой Дэд, по его словам, только слышал. Также Дэд заявил, что он рассчитывал переписать текст песни. «Я решил, что текст недостаточно злой и недостаточно описывают огромную силу», — сказал он.
Также Дэд пояснил, что у него «нет какой-то конкретной концепции в текстах», и что не только он один занимается их написанием. Так, одной из песен на De Mysteriis Dom Sathanas, текст которой не писал Дэд, была «Cursed in Eternity», которую написал Некробутчер ещё в во время записи Deathcrush. «В то время я был увлечён книгами и читал отрывки из книги о шамане, выполняющем ритуал», — говорит он. «Речь идёт о шамане, наложившем проклятие».

### 1990—1991
В начале 90-х годов группа отправилась в турне по континентальной Европе. Все четыре песни, «Funeral Fog», «Freezing Moon», «Buried by Time and Dust» и «Pagan Fears», уже исполнялись на концертах, в том числе и на концерте в Лейпциге, состоявшемся 26 ноября 1990 года, запись которого позже была издана как концертный альбом Live in Leipzig (1993). На концертах Дэд использовал корпс-пейнт, чтобы ещё больше походить на покойника. Также он закапывал свою одежду перед концертом и откапывал её в ночь выступления, чтобы гниющая одежда придавала ему «смертельный» облик.
В 1990 году были записаны студийные версии песен «Freezing Moon» и «Carnage», которые вошли в сборник CBR Records Projections of a Stained Mind.

### Самоубийство Дэда
8 апреля 1991 года, находясь в доме в лесу, который группа использовала для репетиций, Дэд перерезал себе запястья и горло, а затем выстрелил себе в лоб из дробовика. Он оставил короткую предсмертную записку и текст песни «Life Eternal»:

Простите за кровь, я порезал себе запястья и шею. Я собирался умереть в лесу, чтобы на поиски ушло несколько дней. Я принадлежу лесу и всегда принадлежал. Всё равно никто не поймёт почему. Чтобы дать некое подобие объяснения — я не человек, всё это просто сон, и скоро я проснусь. Было слишком холодно, кровь постоянно сворачивалась, ещё и мой новый нож оказался тупым. Если не удастся умереть от ножа, я вышибу всё дерьмо из черепа. Пока не знаю. Я оставляю «до лучших времён» все свои тексты и оставшиеся деньги. Пусть тот, кто найдёт, забирает эту хуйню. В качестве прощального привета оставляю «Life Eternal». Делайте, что хотите с этой хуйнёй. / Пелле.
Я задумал всё это не сейчас, а семнадцать лет назад.
— предсмертная записка Дэда.
Вскоре его тело нашёл Евронимус, но прежде чем позвонить в полицию, он зашёл в ближайший магазин и купил одноразовую камеру, на которую сфотографировал труп Дэда, предварительно положив рядом нож и дробовик. Одна из этих фотографий позже была помещена на обложку бутлега Dawn of the Black Hearts, выпущенного в 1995 году Маурицио Монтойей, владельцем лейбла Warmaster Records в Колумбии и другом по переписке Евронимуса.
Тогда же Некробутчер покинул группу. Со временем на место бас-гитариста Евронимус взял Варга Викернеса, который познакомился с ним в Helvete — музыкальном магазине Евронимуса, в котором продавалась тяжёлая «злая» музыка (блэк-, дэт-, трэш-метал). Норвежские блэк-металлисты часто встречались в подвале магазина, в том числе два участника Mayhem, участники Emperor, Варг «Граф Гришнак» Викернес из Burzum и Снорре «Блэкторн» Рух из Thorns. Евронимус также основал независимый лейбл Deathlike Silence Productions, который базировался в Helvete. В Mayhem Викернес взял псевдоним Граф Гришнак. Вместе с вокалистом Аттилой Чихаром (лидером венгерской группы Tormentor, одними из пионеров блэк-метала) и сессионным гитаристом Снорре Рухом (создателем проекта Thorns) Mayhem возобновили работу над De Mysteriis Dom Sathanas.

## Музыкальный стиль
Фенриз из Darkthrone сказал в документальном фильме «Until the Light Takes Us», что Евронимус был пионером гитарной игры в стиле блэк-метал.

Он старался задействовать как можно больше струн, играя по всему грифу баррэ, вместо того, чтобы извлекать отдельные ноты или пауэр-аккорды. Это придавало его стилю более полное и обволакивающее звучание, но при этом ледяное, поскольку высокие ноты пробиваются сквозь дым, создаваемый низкими. Рифф в «Freezing Moon» очень прост, но он невероятно мрачен и гипнотизирует слушателя. Сочетания звуков Евронимуса и Снорре, собранные воедино на «Life Eternal» и «From the Dark Past», звучат как ничто другое, почти напоминая мрачную симфонию гитар. Бриджевые риффы в песне «Buried by Time and Dust» особенно гипнотизируют. Оригинальный текст (англ.)In this style, he would often play the entire neck, using bar chords rather than just individual notes or power chords. This gives his style a fuller, more enveloping sound, yet one that is still ice-cold, as the higher notes pierce through the smoke created by the lower ones. The riff on “Freezing Moon” is so simple, but is incredibly dark and hypnotic. The combinations of sounds Euronymous and Snorre put together on “Life Eternal” and “From the Dark Past” sound like nothing else, almost resembling a dark symphony of guitars. The bridge riffs for “Buried by Time and Dust” are particularly hypnotic.— Фенриз в документальном фильме «Until the Light Takes Us»
Многие представители норвежской блэк-метал-сцены считают, что Рух был одним из первых, кто отказался от гитарного стиля трэш- и дэт-метала в пользу более рыхлого и мрачного звучания. «Я слушал классическую оркестровую музыку, и тональная прогрессия в некоторых её произведениях была очень драматичной и пафосной», — говорит Рух. «Я экспериментировал с минорными аккордами, а позже добавил сверхбыструю игру, которой научился у Евронимуса. Затем это переросло в более диссонирующие аккорды и тональные прогрессии».

## Запись альбома
Альбом был записан, по словам приглашённого вокалиста из венгерской группы Tormentor, Аттилы Чихара, за три дня, в конце 1992 — начале 1993 года в студии Grieghallen в Бергене. «У Евронимуса были особые представления о каждом инструменте, а также об эхо», — вспоминал Аттила. «Ударные записывались в огромном концертном зале, соло записывались в комнате, а он все время ходил вокруг и говорил: „Хорошо, вот оно“. Если вы послушаете записи других того времени, а затем De Mysteriis, вы услышите, что он звучит намного лучше, чем что-либо ещё».
«Весь альбом был записан на очень просторных площадках», — подтвердил Пюттен (Эйрик Хундвин), продюсер альбома и владелец студии. «Евронимус, Хеллхаммер и я гуляли по Grieghallen, обсуждая, каким сделать звук для альбома. Мне очень нравится мощный звук — особенно барабанов — и реверберация соло-гитар, поэтому мы быстро поняли, чего хотим».

### Вокал
Так как Дэд покончил с собой ещё до начала записи альбома, в качестве вокалиста был приглашён Аттила Чихар. Его узнаваемый вокал не похож на стандартный для блэк-метала скриминг, однако несмотря на это его работа на De Mysteriis Dom Sathanas считается одним из лучших образцов жанра.
«Его вокал был чем-то новым, совершенно перевёрнутым и причудливым», — говорит Хеллхаммер. «Это было мрачно и динамично. Возможно, вам это не очень нравится, но вы можете быть очарованы этим. Требуется время, чтобы понять, что он делает и как поёт разными голосами, и это действительно улучшает запись».
Чихар вспоминает, что группа предоставила ему много места, как в переносном, так и в прямом смысле, чтобы правильно записать свой вокал. В студии, в которой он пел, было темно, окна закрывали шторы, и лишь несколько свечей пробивали то, что он вспоминает как кромешную тьму. «У меня есть ручной микрофон, так что я мог просто танцевать и делать все, что захочу, в темноте, и никто меня не видел», — вспоминает он. «Я застрял в трансе в этой тёмной комнате. Я не хотел, чтобы другие видели меня, чтобы я мог скрыть это и трансформироваться. Я мог менять форму». В 2004 году Аттила Чихар вернулся в Mayhem как постоянный участник.

### Музыка
Снорре Рух не принимал участия в записи альбома, однако он закончил некоторые тексты песен Дэда, и сочинённые им риффы вошли в песню «From the Dark Past». «Дэд написал тексты и исполнил вокал для четырёх песен альбома, но он также оставил после себя несколько листов с текстами и идеями», — вспоминает Рух. «Моя работа заключалась в том, чтобы заставить это работать с новыми песнями, в которых не было никакой вокальной аранжировки. Обычно я меняю как можно меньше. Задача заключалась в том, чтобы относительно короткие тексты поместились в довольно длинные песни. Я мало что помню из этого процесса, но мне показалось, что его тексты хороши».
Свои партии Хеллхаммер записал на ударной установке, стоявшей непосредственно в концертном зале, благодаря чему качество ударных в альбоме оказалось необычайно высоким для блэк-метала. Студия располагалась несколькими этажами выше здания, но у неё был низкий потолок, и Хеллхаммер подумал, что это приглушало звук его барабанов. Затем он вошёл в главный зал, где стояла большая ударная установка и ему понравился звук. "Я говорю Пюттену: «Я хочу, чтобы мои барабаны были там», — говорит Хеллхаммер, который вспоминает, что в то время был большим поклонником джаза, и являлся фанатом Бадди Рича. «И он говорит: „Ха, ты сумасшедший“. Я ответил ему, что так и есть. и тогда мы взяли кабель микрофонов и протянули его по шахте лифта». И до сих пор De Mysteriis Dom Sathanas имеет одно из самых мощных барабанных звучаний в блэк-метале, а скоростная и чёткая игра Хеллхаммера высоко оценивается другими музыкантами.
Партии бас-гитары в альбоме были записаны Варгом Викернесом, создателем и единственным участником проекта Burzum. По словам Викернеса, Евронимус написал большую часть гитарных риффов, но он утверждал, что Хеллхаммер, Некробутчер и он сам также написали некоторые риффы.

### Оформление альбома
На обложку альбома помещено монохромное фото Нидаросского собора в Тронхейме. Для её создания Хеллхаммер использовал элементарные компьютерные программы. Также он хотел, чтобы тексты песен были написаны каллиграфией на пергаментной бумаге, но из-за маленького бюджета от этой идеи пришлось отказаться. Единственными фотографиями группы, которые были у Хеллхаммера, были теневые портреты его самого, Евронимуса и Аттилы Чихара, а единственные обычные фотографии, которые у него были, были его самого и Евронимуса. По этой причине в качестве авторов альбома указаны только Хеллхаммер и Евронимус,.
В первом издании альбома не было текстов песен, на внутреннем развороте были теневые портреты Евронимуса, Хеллхаммера и Аттилы Чихара, а сзади на обложке были фотографии Хеллхаммера и Евронимуса, список композиций и, так как Евронимус умер ещё до выпуска альбома, надпись A Tribute To Euronymous.

## Последующие события и выпуск альбома

### Убийство Евронимуса
Ночью 10 августа 1993 года Викернес зарезал Евронимуса в его квартире в Осло. Первоначально СМИ обвинили в убийстве шведских блэк-металлистов. Было высказано предположение, что убийство было результатом борьбы за власть, финансового спора по поводу записей Burzum (Евронимус задолжал Викернесу крупную сумму гонораров) или попытки «превзойти» убийство в Лиллехаммере, совершённое Фаустом. Викернес утверждает, что убил Евронимуса в целях самообороны. Он говорит, что Евронимус замышлял оглушить его электрошоковым оружием, связать и замучить до смерти во время видеосъёмки события. Викернес объясняет: «Если бы он говорил об этом всем и каждому, я бы не воспринял это всерьёз. Но он просто рассказал избранной группе друзей, и один из них рассказал мне». Он сказал, что Евронимус планировал использовать встречу по поводу неподписанного контракта, чтобы устроить ему засаду.
В ночь убийства Викернес и Снорре Рух поехали из Бергена в квартиру Евронимуса в Осло. Снорре стоял снаружи и курил, пока Викернес поднимался по лестнице в квартиру Евронимуса на четвёртом этаже. Викернес сказал, что встретил Евронимуса у двери, чтобы вручить ему подписанный контракт, но когда он вышел вперёд и столкнулся с Евронимусом, Евронимус «запаниковал» и ударил его ногой в грудь. Викернес утверждает, что Евронимус побежал на кухню за ножом. Эти двое подрались, и Викернес зарезал Евронимуса до смерти. Его тело было найдено на лестничной клетке первого этажа с 23 ножевыми ранениями — двумя в голову, пятью в шею и 16 в спину. Викернес утверждает, что большинство ран Евронимуса были вызваны битым стеклом, на которое он упал во время борьбы. После убийства Викернес и Блэкторн поехали обратно в Берген. По дороге они остановились у озера, где Викернес избавился от своей окровавленной одежды. Фауст сомневается в этом заявлении о самообороне, в то время как Некробутчер считает, что Викернес убил Евронимуса из-за угроз смертью, которые он получил от него. Некробутчер также намеревался убить самого Евронимуса из-за того, что он безвкусно извлёк выгоду из самоубийства Дэда.
Снорре утверждает, что Викернес планировал убить Евронимуса и вынудил его пойти с ним. Он утверждает, что летом 1993 года его чуть не отправили в психиатрическую больницу, но он сбежал в Берген и остался с Викернесом. Блэкторн сказал об убийстве: «Я был ни за, ни против. Мне было плевать на Эйстейна». Викернес, однако, утверждает, что он не планировал убийство и что Снорре пришёл, чтобы показать Евронимусу несколько новых гитарных риффов.

### После убийства
Викернес был арестован 19 августа 1993 года в Бергене. Многие другие участники сцены, в том числе Снорре и Фауст, также были доставлены на допрос. Судебный процесс начался 2 мая 1994 года. На суде утверждалось, что Викернес, Блэкторн и ещё один друг спланировали убийство. Третий человек остался в квартире в Бергене в качестве алиби. Чтобы всё выглядело так, будто они никогда не уезжали из Бергена, он должен был брать фильмы напрокат, крутить их на квартире и снимать деньги с кредитной карты Викернеса. Во время суда полиция заявила, что в доме Викернеса были обнаружены взрывчатка и боеприпасы. Евронимус и Викернес якобы замышляли взорвать Нидаросский собор, который появляется на обложке альбома. Викернес опроверг это обвинение в интервью 2009 года, заявив: «Я хранил взрывчатку и боеприпасы, чтобы защитить Норвегию, если на нас когда-нибудь нападут. Во время холодной войны Соединённые Штаты и Советский Союз могли принять решение о нападении на нас». 16 мая 1994 г. Викернес был приговорён к 21 году тюремного заключения (максимальное наказание в Норвегии) за убийство Евронимуса, поджог трёх церквей, попытку поджога четвёртой церкви, а также за кражу и хранение 150 кг взрывчатых веществ. Однако он признался только в последнем. В день вынесения ему приговора были сожжены две церкви, «предположительно в знак символической поддержки». Блэкторн был приговорён к 8 годам лишения свободы за соучастие. Викернес был освобождён условно-досрочно в 2009 году.
Тем временем Хеллхаммер пытался собрать остатки группы в Норвегии. Но поскольку у Хеллхаммера не было контактной информации Аттилы Чихара, барабанщик стал единственным оставшимся участником группы. «Выпуск этой пластинки стал зависеть только от меня», — говорил он. Перед релизом семья Евронимуса попросила Хеллхаммера удалить басовые партии, записанные Викернесом. Хеллхаммер сказал: «Я подумал, уместно, чтобы убийца и жертва были на одной пластинке. Я сообщил, что перезаписываю басовые партии, но так этого и не сделал». Альбом наконец был выпущен в мае 1994 года.
Хотя Евронимусу часто приписывают авторство музыки для альбома, отчасти потому, что обложка содержит фотографии только Хеллхаммера и его («У нас не было фотографий Аттилы», — объясняет Хеллхаммер), группа объяснила, что Некробутчер был соавтором музыки для «Freezing Moon», «Pagan Fears» и «From the Dark Past», а также он и Хеллхаммер внесли риффы в «Buried by Time and Dust». «Мы просто не понимали, что такое авторские права или гонорары и как работает бизнес. Если бы это было сегодня, доля авторов песен была бы другой» — добавляет Хеллхаммер.
В 2009 году Mayhem выпустили черновые миксы из пяти песен с сессии записи De Mysteriis Dom Sathanas в качестве EP Life Eternal.

## Критика
Альбом считается одним из самых влиятельных альбомов блэк-метала за всю историю. Журнал Metal Hammer писал:

Спустя два десятилетия после того, как он был записан, он продолжает возглавлять списки «лучших альбомов» давних поклонников жанра и в то же время служит основным источником вдохновения для новых групп, участники которых даже не родились, когда он был записан. Многие скажут, что это самый важный альбом в широком и постоянно растущем каталоге блэк-метала, и очень немногие будут утверждать, что он не является сильным претендентом на эту награду.
— Metal Hammer.
Allmusic так описывал альбом: «музыка быстрая и яростная, а вызывающий тошноту вокал неразборчив, но Mayhem вносят тонкие изменения в своё звучание на протяжении всего альбома, не впадая в колею и не повторяясь, как это делают многие другие блэк-металические группы. Этот альбом может потребовать немного терпения, но оно того стоит».
Metal Injection описал его как «один из самых важных альбомов блэк-метала всех времён», написав, что «в одной записи слушатель подвергается всей мощи, славе и противоречиям, присущим норвежскому блэк-металу, таким образом что делает его увлекательным артефактом из тёмного прошлого и важной частью прослушивания блэк-метала».
Журнал The Guardian пишет, что «De Mysteriis Dom Sathanas остаётся самым важным альбомом в норвежской блэк-металической саге. Альбом имеет мощный и яростно точный звук, который раскрывает множество злобных и мрачных риффов, беспощадной скорости и нечеловеческого вокала венгерского вокалиста Аттилы Чихара».
De Mysteriis Dom Sathanas был включён в список IGN «10 великих альбомов блэк-метала».
Loudwire назвал его 8-м лучшим экстремальным металлическим альбомом всех времён, написав, что "риффы незабываемы, атмосфера едкая и удушающая, а искривлённые гортанные крики Аттилы Чихара отправляют все к черту.
Журнал Treble Magazine назвал его одним из 10 основных альбомов блэк-метала.
В 2017 году журнал Rolling Stone поставил De Mysteriis Dom Sathanas на 40-е место в своём списке «100 величайших металлических альбомов всех времён».
Песня «Freezing Moon» была включена в список 25 Extreme Metal Anthems от журнала Kerrang!, а различные песни из этого альбома были исполнены вживую и в студии такими группами, как Dissection (Джон Нёдтвейдт и Оле Оман также исполнили эту песню с Евронимусом в 1991 году), Immortal, Dark Funeral, Carpathian Forest, Gorgoroth, Behemoth, Vader, Enslaved, Cradle of Filth и Darkmoon.

## Список композиций
| №                   | Название                                                      | Текст песни         | Музыка                             | Длительность |
| ------------------- | ------------------------------------------------------------- | ------------------- | ---------------------------------- | ------------ |
| 1.                  | «Funeral Fog» (рус. Похоронный туман)                         | Дэд                 | Евронимус                          | 5:47         |
| 2.                  | «Freezing Moon» (рус. Замораживающая луна)                    | Дэд                 | Евронимус, Некробутчер             | 6:23         |
| 3.                  | «Cursed in Eternity» (рус. Проклят в вечности)                | Некробутчер         | Евронимус, Снорре                  | 5:10         |
| 4.                  | «Pagan Fears» (рус. Языческие страхи)                         | Дэд                 | Евронимус, Некробутчер             | 6:20         |
| 5.                  | «Life Eternal» (рус. Вечная жизнь)                            | Дэд                 | Евронимус                          | 6:57         |
| 6.                  | «From the Dark Past» (рус. Из тёмного прошлого)               | Дэд, Снорре         | Евронимус, Снорре                  | 5:26         |
| 7.                  | «Buried by Time and Dust» (рус. Погребённый временем и пылью) | Дэд                 | Евронимус, Некробутчер, Хеллхаммер | 3:34         |
| 8.                  | «De Mysteriis Dom Sathanas» (рус. О тайне Господа Сатаны)     | Дэд, Снорре         | Евронимус, Снорре                  | 6:21         |
| Общая длительность: | Общая длительность:                                           | Общая длительность: | Общая длительность:                | 45:58        |

## Участники записи

### Mayhem
- Аттила Чихар — вокал;
- Евронимус — гитара;
- Варг Викернес (под псевдонимом Граф Гришнак) — бас-гитара;
- Хеллхаммер — ударные, оформление альбома;

### Другие музыканты
- Снорре Рух — авторство части текстов и гитарных риффов[25][26]. «From the Dark Past» содержит риффы из демо «Grymyrk» его группы Thorns[42].
- Некробутчер — написал часть музыки для треков 2,4 и 7 в соавторстве, а также полностью написал текст для трека «Cursed in Eternity»[43];
- Дэд — лирика;

### Мастеринг и сведение
- Эйрик «Пюттен» Хундвин — продюсер;
- Евронимус — сопродюсер;
- Хеллхаммер — сопродюсер;